# HR-셰르파
현대로템이 개발한 전기 구동 방식의 다목적 무인차량이다.

## 상세
2018 로보월드 전시회에서 최초로 콘셉트 모델이 공개됐으며 2019 한ㆍ아세안 특별정상회의, 제72주년 국군의 날 기념행사, 2020 대한민국 방위산업전(DX Korea 2020) 등에서 경비 정찰 및 무인 운행 능력을 시연했다. 2021년 7월 7일, 성능 강화 모델 2대가 방위사업청에 납품됐다.
HR-셰르파는 6륜 전기 구동 체계를 기반으로 원격주행, 종속주행, 자율주행 등 무인 운행 능력을 갖췄으며 최대 시속 30km로 주행할 수 있다. 원격무장장치(RCWS)를 통한 화력 지원이 가능하고 모듈화된 장비 탑재를 통해 물자 및 환자 후송, 위험물 탐지 등의 임무도 수행 가능하다.
HR-셰르파는 성능 개선을 위해 총 4세대에 걸쳐 연구개발을 진행했다.
4세대 HR-셰르파는 2024년 6월 14일 한국군사과학기술학회 종합학술대회와 2024년 6월 17일 2024 첨단국방산업전에서 공개됐다.

## 적용 기술

### 인 휠 모터
휠 안에 모터(구동계)가 장착된 구동 시스템으로 각각의 바퀴를 독립적으로 제어한다. 1~2개의 바퀴가 파손돼도 나머지 바퀴의 힘으로 지속 기동할 수 있으며 360도 제자리 회전이 가능하다.

### 에어리스(airless) 타이어
단어 그대로 공기 없이 구조적으로 설계한 타이어. 험지를 이동하거나 공격을 받아도 펑크 걱정 없이 지속적인 임무 수행이 가능하며 공기 압력 편차로 발생하는 편마모 현상이 사라지는 장점이 있다.

## 디자인

### 4세대 HR-셰르파
4세대 HR-셰르파의 디자인은 고대 그리스 중장보병 전투대형인 팔랑크스(Phalanx)에서 영감을 얻어 제작됐다. 원격사격통제체제(RCWS)의 총구는 차량 상부에 탑재됐으며, 차체는 견고하고 강인한 인상을 주면서도 곳곳에 매끄러운 유선형 마감이 돋보이는 입체적 디자인으로 제작됐다. 또한 전고를 낮춰 주행 안정성을 확보하고 엄폐에 유리할 수 있도록 제작됐으며, 지상고는 높여 장애물 극복 능력을 개선했다.
럭비 선수 헬멧에서 영감을 얻은 프로텍션 가드(Protection Guard)는 내구성을 높여 외부 충격을 흡수해 안전하게 환자를 이송하고, 물자 보급이 가능하도록 제작됐다. 6륜 독립 구동 바퀴에는 그리스 중장보병의 갑옷을 연상시키는 커버를 적용해 강인한 이미지를 표현했고, 바퀴 상단 머드 가드(Mud Guard)는 지반이 불안정한 환경에서도 차체 오염을 줄이고, 구동력을 유지하도록 설계됐다.

## 같이 보기
현대로템
인휠 시스템